# Rehren (Hohnhorst)
Rehren ist ein Ortsteil der Gemeinde Hohnhorst, im Landkreis Schaumburg in Niedersachsen.
Zu Rehren gehören die beiden Ortsteile Rehrwiehe und Nordbruch, mit welchen Rehren eine selbstständige Gemeinde bildete. Seit dem 1. März 1974 ist Rehren ein Teil der Gemeinde Hohnhorst. Zusammen mit den weiteren Gemeinden Haste, Suthfeld und Bad Nenndorf bildet sie die Samtgemeinde Nenndorf. Am 31. Dezember 2012 lebten hier 760 Einwohner.
Bis zur kommunalen Gebietsreform 1974 führte der Ort die amtliche Bezeichnung Rehren,  Amtsbezirk Rodenberg, (kurz: Rehren A.R.). (Nicht zu verwechseln mit dem namensgleichen Schaumburger Ort Rehren (Auetal), dem früheren Rehren, Amtsbezirk Obernkirchen (kurz: Rehren A.O.)).

## Geographische Lage
Rehren liegt ungefähr 27 km westlich von Hannover und auf einer Höhe von 53 m ü. NN. Im Westen fließt die Rodenberger Aue als kleiner Bach, im Norden befindet sich in 1,5 km Entfernung der Mittellandkanal.

## Verkehr
Die Bahnstrecke Hannover–Minden führt direkt am südlichen Teil Rehrens vorbei, die auch die Fernzüge Berlin-Hannover-Ruhrgebiet nutzen. Der Bahnhof Rehren ist jedoch lediglich ein Betriebsbahnhof. Reisezüge halten dort nicht. Zur Expo 2000 wurde eine S-Bahn-Linie von Hannover bis Minden eingerichtet. Diese Anbindung ist über den nächstgelegenen Bahnhof Haste nutzbar. Hannover erreicht man in etwa 35 Minuten Fahrzeit. Der ÖPNV wird über die Schaumburger Verkehrs-Gesellschaft (SVG) mit der Linie 2602 sichergestellt.

## Geschichte
Erstmalige Erwähnung fand die Siedlung Rehren im Jahre 1287. Im Jahre 1987 wurde dem Jubiläum zu Ehren eine 700-Jahrsfeier ausgerichtet. Die Ortsteile Nordbruch und Rehrwiehe sind als Nebendörfer entstanden.
Etwa 1854 ist der Löschverband des Kirchspiels (Pfarrbezirk) und Standesamtsbezirks Hohnhorst mit den Orten Haste, Rehren, Ohndorf, Helsinghausen, Niengraben und Hohnhorst entstanden, denn in einem Teil der Kirchenchronik heißt es, dass eine Anschaffung zurückgestellt worden sei, um die Feuerspritze des Kirchspiels reparieren zu können. Dies sei notwendig gewesen.

## Schaumburger Tracht und Plattdeutscher Dialekt

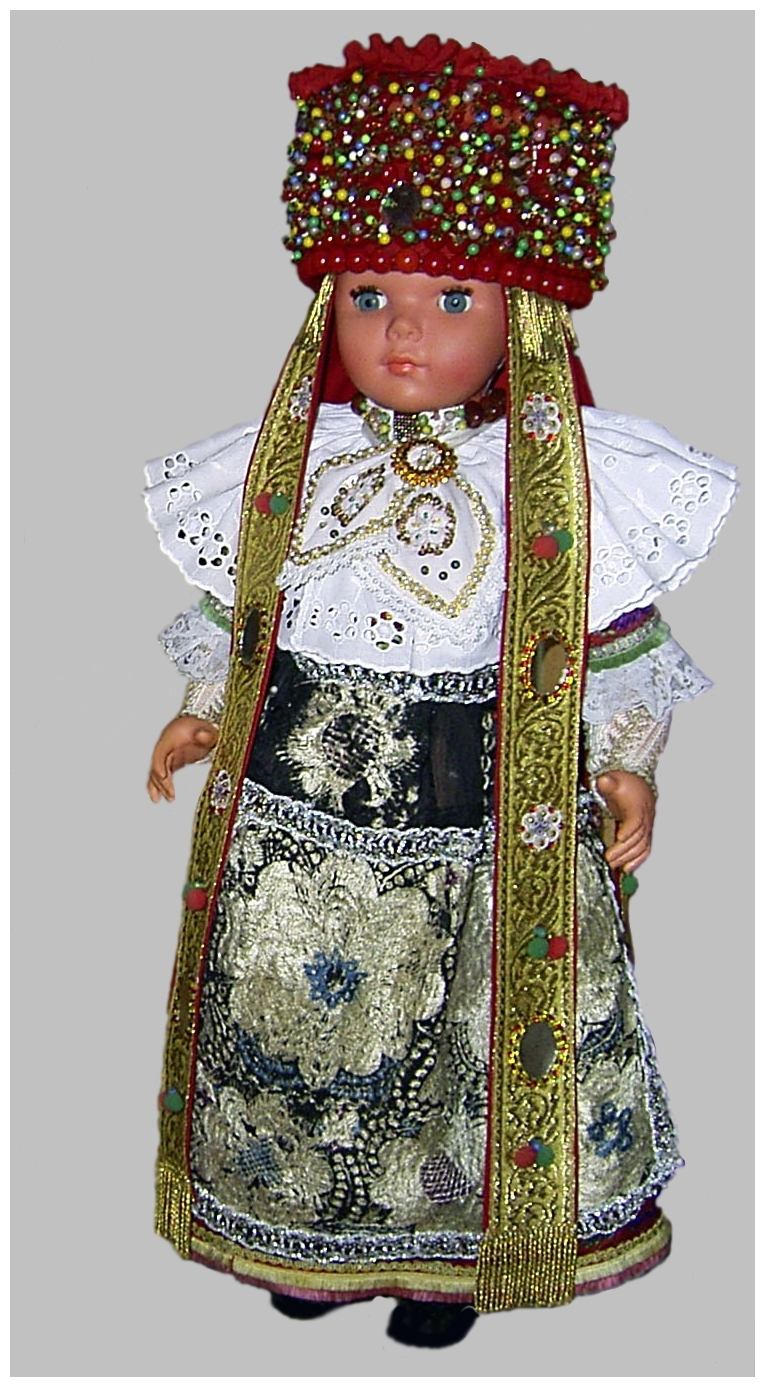
Puppe mit Schaumburger Hochzeitstracht, häufig in Vitrinen alteingesessener Rehrener Familien zu finden

In Rehren wurde über lange Zeit – insbesondere von den Frauen – traditionelle Kleidung (Tracht) getracht. Bis zur Mitte des 20. Jahrhunderts dominierte die Schaumburger Tracht mit der Tragevariante Oesterten Tracht (Lindhorster Tracht) das Erscheinungsbild der „Rehrener“. Ende der 1990er Jahre lebten noch wenige, betagte Rotrockfrauen im Ort, die der aussterbenden Tradition treu geblieben waren. Die Alltagstracht der Rehrener Rotrockfrauen war eine blaue oder schwarze (als Zeichen der Trauer) Schürze über einem rotorangefarbenen Rock aus dickem Tuch, das am Saum durch zwei schwarze Streifen abgesetzt war.
Traditionell wurde in Rehren ein Dialekt des ostfälischen Platt gesprochen. Ebenso wie die Tracht durch moderne Kleidung ausgetauscht wurde, verlor der plattdeutsche Dialekt seit Mitte des 20. Jahrhunderts zugunsten des Hochdeutschen an Bedeutung. Christoph Meyer hat 2004 ein Wörterbuch mit dem Titel „Von Biakedörpe nea Reihern“ (Von Beckedorf nach Rehren) zusammengestellt in dem Begriffe des Rehrener Dialekts nachzulesen sind.

## Brauchtum
Das Erntefest findet alljährlich am letzten Augustwochenende von Freitagabend bis Montagabend statt. In einem Umzug mit der Erntekrone werden am Erntefestmontag die drei Ortsteile Rehren, Rehrwiehe und Nordbruch dabei abgegangen.
Weitere Ereignisse im gesellschaftlichen Leben Rehrens sind das am Samstag vor Ostern stattfindende Osterfeuer und das Maibaumaufstellen in Rehrwiehe.
Besonders erwähnenswert ist die Tradition des Fuhlens, einer eigenen Karnevalstradition in Rehren, das am Samstag vor Rosenmontag stattfindet. An diesem Tag treffen sich die jungen Männer des Dorfes ab etwa 16 Jahren. Sie verkleiden sich mit Masken oder alter Tracht der Rotrockfrauen und ziehen durch die Straßen des Dorfes. Sie fordern Abgaben in Geld oder Schnaps von seinen Bewohnern und vorbeifahrenden Autofahrern. Spaßeshalber wurden die Kinder im Dorf von den Fuhlern „gejagt“ und mit Kreidefarbe im Gesicht bunt angemalt.
Der Ort Rehren A/R stellt sich in einem eigenen Lied vor: „Das Rehrener Lied“.

## Bauwerke (Auswahl)

### Schule
Rehrens Mittelpunkt ist die 1936 erbaute Schule mit dem Glockenturm. 1990 wurde der Schulbetrieb eingestellt und das Gebäude in einen Kindergarten der Samtgemeinde umfunktioniert.

### Ehrenmal
Im Jahr 1921 wurde zum Gedenken der Gefallenen des Ersten Weltkrieges ein Ehrenmal errichtet. Auf drei Tafeln sind die Namen eingraviert; eine erbeutete Kanone rundete das Ensemble ab. Diese wurde kurz vor Ende des Zweiten Weltkrieges entfernt und im Riepener Forst entsorgt. Nach dem Zweiten Weltkrieg kamen auch die Namen der Gefallenen des Ortes auf eine zweite Tafel. Bei Restaurierungsarbeiten 2013 fanden Arbeiter eine weitere, bis dahin unbekannte, Tafel mit den Namen der Gefallenen des Deutsch-französischen Krieges 1870/1871.

## Vereinswesen

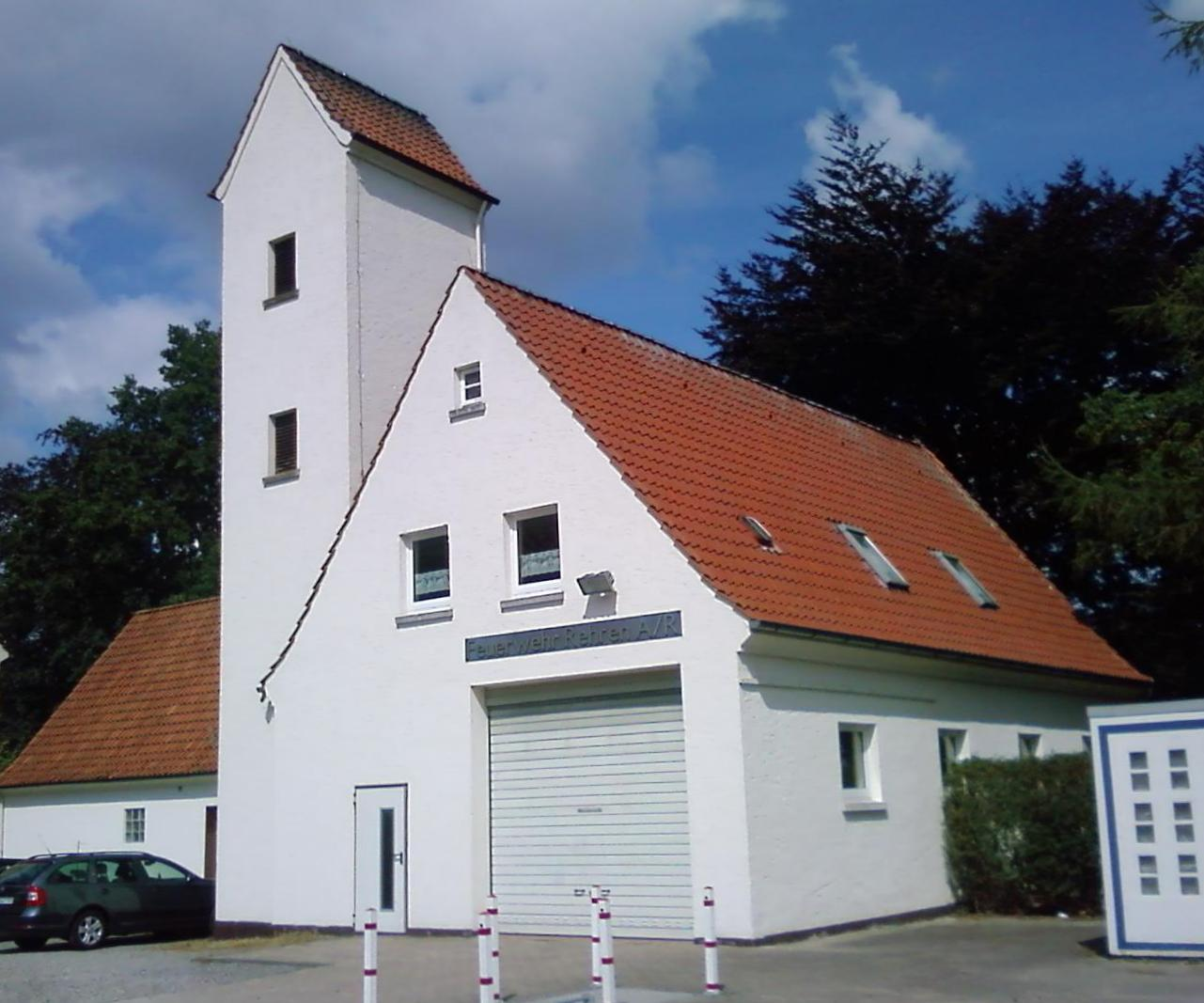
Feuerwehrhaus
in Rehren A/R

Sportlicher Mittelpunkt von Rehren ist der Männerturnverein von 1911 (MTV Rehren), dessen Fußballsparte überregionale Bedeutung erlangt hat. Weitere seiner Sparten sind Turnen, Tischtennis, Gymnastik, Leichtathletik sowie eine Doppelkopfliga. Des Weiteren gibt es den Schützenverein Rehren A.R. mit einer Schießanlage im Keller der alten Schule, den Männergesangverein, die Freiwillige Feuerwehr Rehren A.R., den Landfrauenverein Rehren-Idensen sowie einen Ortsverband des Sozialverbands Deutschland (ehemals Reichsbund). Außerdem hat Rehren eine Pfadfindergruppe.
Im Jahr 2011 wurde der Dorfgemeinschaftsverein gegründet. Zielsetzung ist die Förderung von Naturschutz und Landschaftspflege sowie der Heimatpflege und die Erhaltung der Kunde des traditionellen Brauchtums. Eine Besonderheit sind die Reiherschen Frünne, ein loser Zusammenschluss der die plattdeutsche Sprache pflegt.
Seit 2009 befindet sich Rehren im Dorferneuerungsprogramm des Landes Niedersachsen.